# 八卦山 (彰化縣)
八卦山位於台灣彰化市東方之卦山里轄內，屬八卦台地（八卦山）西北丘陵，海拔97公尺，古有「定寨望洋」的美名，為「彰化八景」之首。八卦山是彰化地區名勝景點，以卦山路為軸，沿著公路直上有八卦山大佛、紅毛井、銀橋水景公園與抗日烈士紀念碑公園等著名景點，成為台中彰化都會區一處旅遊勝地，登山向西可遠眺彰化平原，向北可望台中盆地與大肚山，東邊則為南投山區，俯瞰中彰投的視野佳境也吸引夜間賞景旅客在此留連。八卦山被劃入參山國家風景區八卦山風景區的一部分。

## 名稱由來
八卦山之名，於乾隆51年（西元1786年）自從「林爽文事件」以後，文獻上開始出現「八卦山」之名稱。其名來由，歷來眾說紛紜。一說是此山的山形有如八卦之圖，曾有《八卦山》一詩道：「曉登八卦山，歸來讀周易；掩卷一回思，山形尤歷歷。」指的便是八卦山之形狀。另一說是由於知縣胡應魁認為全八卦山脈境內層巒起伏卻無主峰，卦象不佳，人民剽悍好鬥，是故於縣署後的八卦山建「太極亭」，《易經》有云：「易有太極，是生兩儀。兩儀生四象，四象生八卦。」因此稱此山為「八卦山」。但最廣為大家接受的說法則與天地會有關：天地會在八卦山一帶的活動十分的頻繁，林爽文、陳周全、戴潮春等人的起義都曾涉足此地，而天地會之「天地」謂之「乾坤」，而《易經》中的「兩儀」指的便是「乾坤」，故稱此地為八卦山。雖然據載乾隆年間已有「八卦山」一詞的出現，但卻無正史可考訂其與八卦會的關聯。

## 歷史

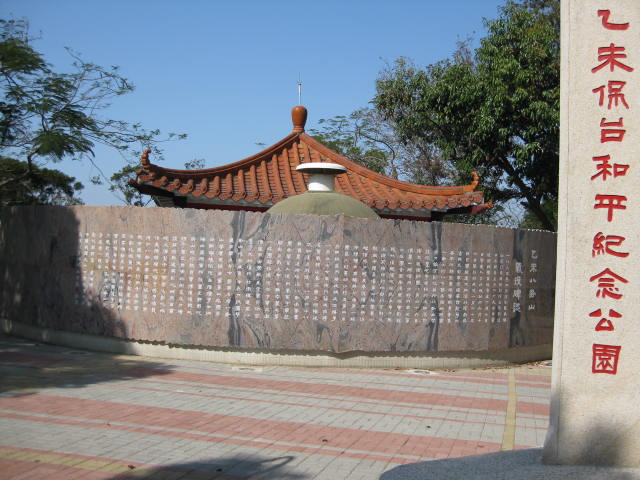
為紀念八卦山之役的抗日烈士而設立在八卦山的乙未保台和平紀念公園。

八卦山首次出現在史料中是在1717年時所編纂的《諸羅縣志》中，當時稱作「寮望山」或「望寮山」，由於此地緊鄰濁水溪沖積平原，可綜觀彰化邑城，故《台灣府志》曾有道：「寮望山，廣漠平沙孤峰秀出」。1731年，巴布拉族大甲西社原住民聯合了吞霄、沙轆等十餘社在此地發起了大甲西社番亂，為台灣史上最大的平埔族民變，在清廷成功鎮壓後，台灣巡道倪象愷在山上建了「鎮番亭」。。1836年，官府在地方士紳的建議下建了「定軍山寨」，並改山名為「定軍山」作為彰化縣城之守軍扼要，而有「定寨望洋」之稱。
乾隆年間天地會發起了林爽文事件，清兵和義民在諸羅、鳳山一帶形成拉鋸戰，僵持了五個多月後，清廷派來了福康安與海蘭察率軍來台，與林爽文戰於八卦山，後來林爽文敗走今日南投一帶。然清初台灣時局紊亂，民不聊生。林爽文事件後，繼任天地會首領陳周全於1795年再度於彰化起事，曾圍攻八卦山及彰化城，但之後進攻斗六卻敗北而遭俘。而戴潮春在林爽文事件後集結天地會餘黨組成八卦會在八卦山一帶活動，在1862年爆發的戴潮春事件中，八卦山更成為了重要的戰場，但義民攻下了彰化後卻多次取嘉義與鹿港不下，最後只能固守彰化而最終降於新任台灣道丁曰健。至於在後來的施九緞事件中，八卦山也曾淪為戰區。
1895年，日軍根據馬關條約接收台灣，台灣民主國義民遂起而反抗，8月27日日軍近衛師團進攻八卦山卻慘遭大炮迎擊，雙方僵持不下。距離彰化東城門僅一公里的八卦山居高臨下，於是再度成為乙未戰爭中的戰略要地。同日夜晚，日軍強渡大肚溪，於當晚展開夜襲，並署兵八卦山東側。次日雙方激戰，義軍重創日軍，然而寡不敵眾，近衛師團在付出了慘痛的代價之後終於佔領八卦山，並由此砲擊彰化城，史稱八卦山之役。8月29日，彰化縣城淪陷。彰化地區相傳日本北白川宮能久親王在此役中死於炮擊（日本官方說法為能久親王病死於臺南），1914年日人拆除定軍寨，建立了「北白川宮能久親王殿下紀念碑」。自彰化失守後，日軍得以長驅直下，是乙未戰爭中的關鍵事件，由此可見八卦山對於軍事戰略的重要性。

## 地理

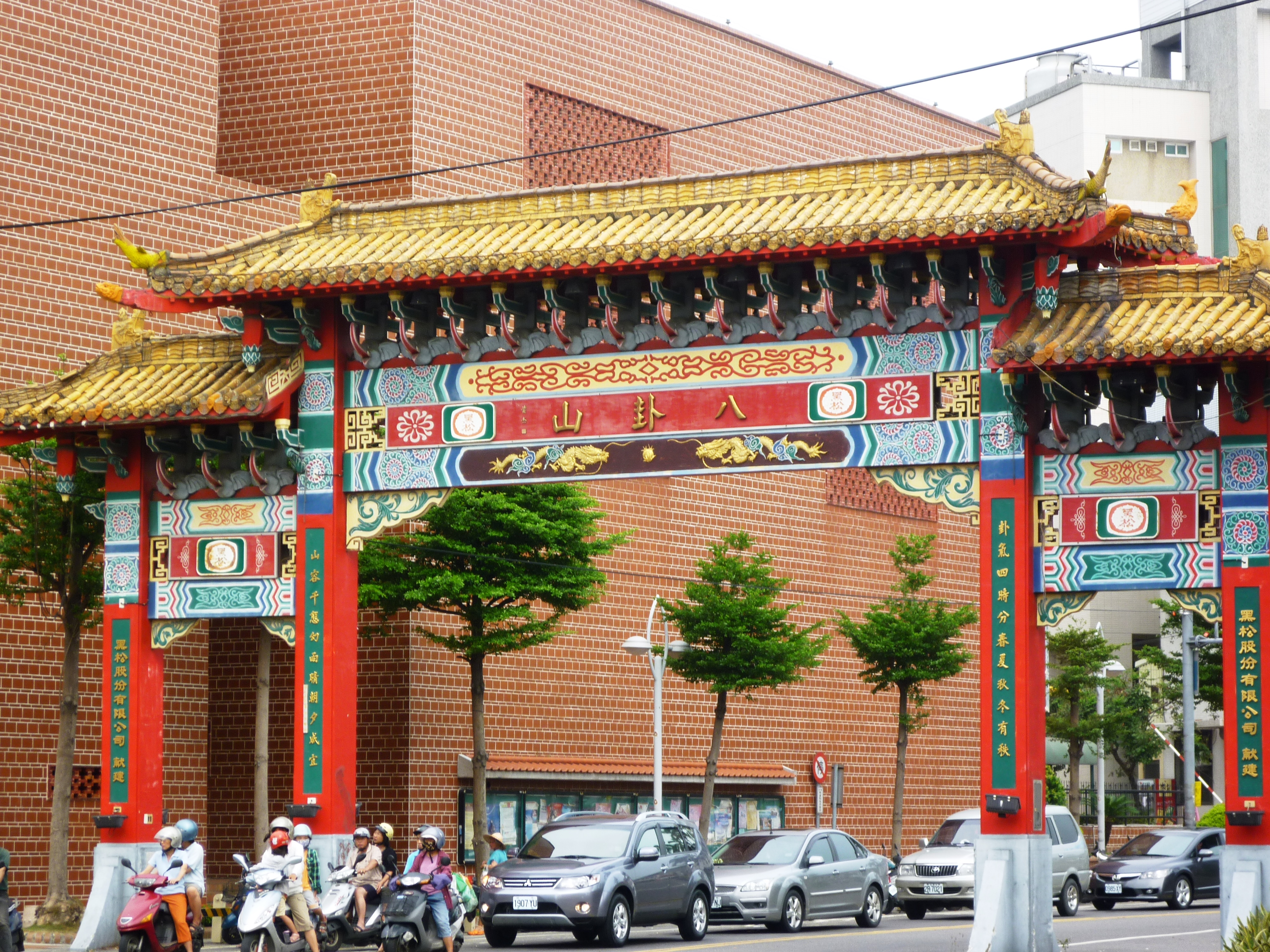
八卦山位於彰化市東區，在山腳下東民路設立入口牌坊，成為彰化具代表性觀光地標。

八卦山位於彰化市東區，隸屬於八卦台地，目前有逐漸發展為山脈的趨勢，八卦山位於八卦台地之北側，北邊為因大肚溪之侵蝕作用而分開的大肚台地，西側坡度陡峭，緊鄰彰化平原，東側地勢較為緩和，擁有完整的地形面。八卦山地勢並不高，約莫97公尺高，視野極佳，地處台灣中部之軍事要衝，自古以來便有著特殊的地位。
八卦山地區原屬彰化平原之山麓沖積扇，後來因板塊擠壓而形成具背斜構造之新褶曲山地，彰化斷層便位於本山之西側。本區地表主要由更新世晚期堆積之紅土組成，屬淋餘土，由於含鐵質受風化作用所形成之氧化鐵，故呈紅色；但八卦山的地質成分主要為下層的礫岩，成分多為堅硬的石英岩；而更底下則是更新世初期形成的頭嵙山層，主要成分則為泥岩和砂岩，此岩層部分地區所夾之凸鏡礫岩出露處有覆瓦構造（Im-bricate structure），岩石整齊排列如覆蓋的屋瓦。目前部分人士認為八卦山豐富的地形景觀極有潛力成為地質公園。

## 生態
蝴蝶
蜜蜂
鳥類
臭巨山蟻

## 交通
- 自駕：

1. 中山高速公路（國道1號）下彰化交流道往彰化市方向 →中華西路（台19）→孔門路（台19）→東民街→左轉卦山路，直達八卦山大佛風景區遊客中心。

- 大眾運輸：

1. 搭台鐵火車至彰化火車站下車，轉搭彰化客運市內公車往六股路方向在彰化縣議會站下車，步行即可抵達八卦山大佛風景區。
2. 客運：台灣好行-鹿港線至文化局（八卦山大佛風景區）。
3. 公車：6900、6912、6933路線。

## 觀光景點

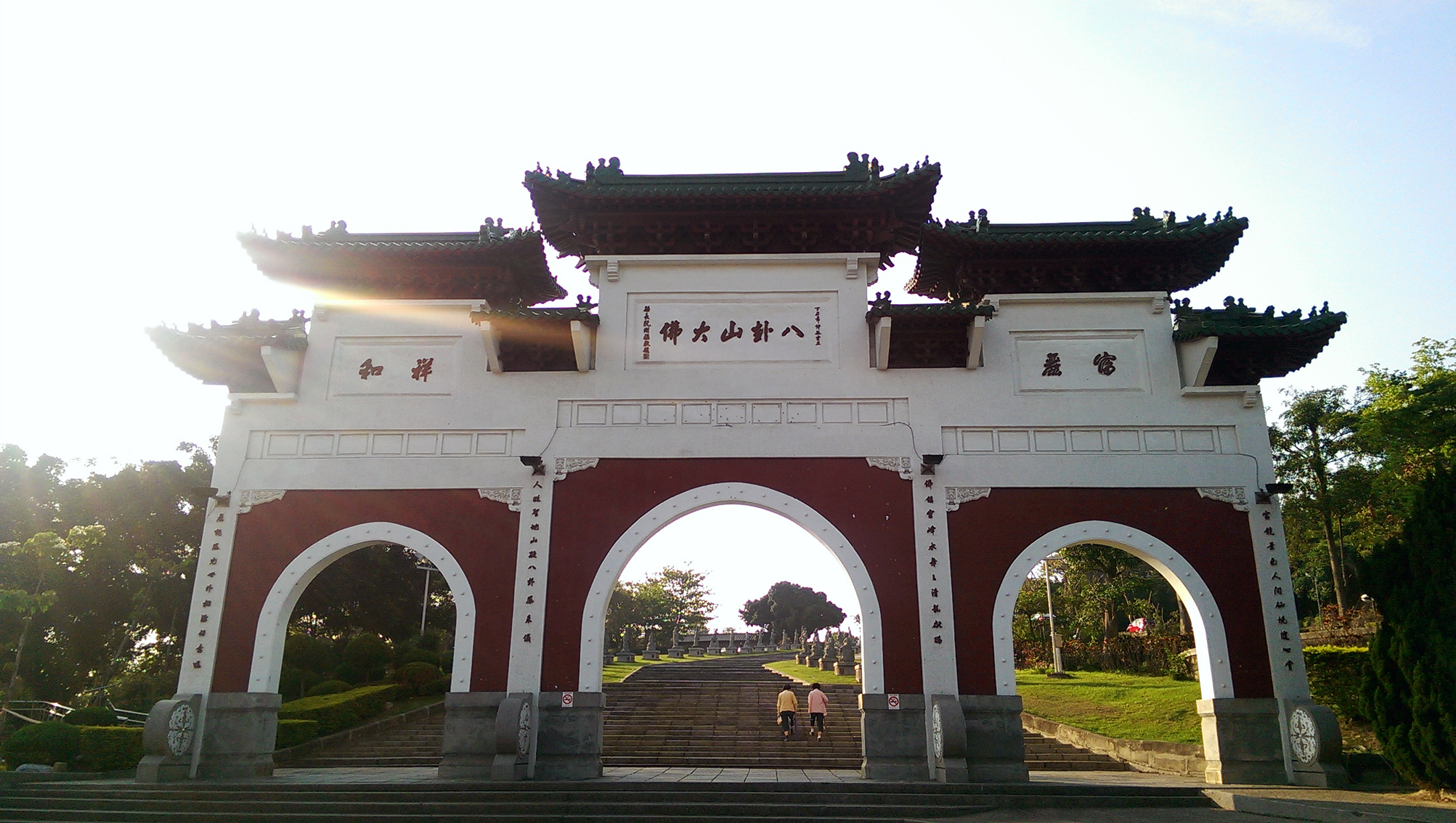
八卦山大佛風景區門樓。

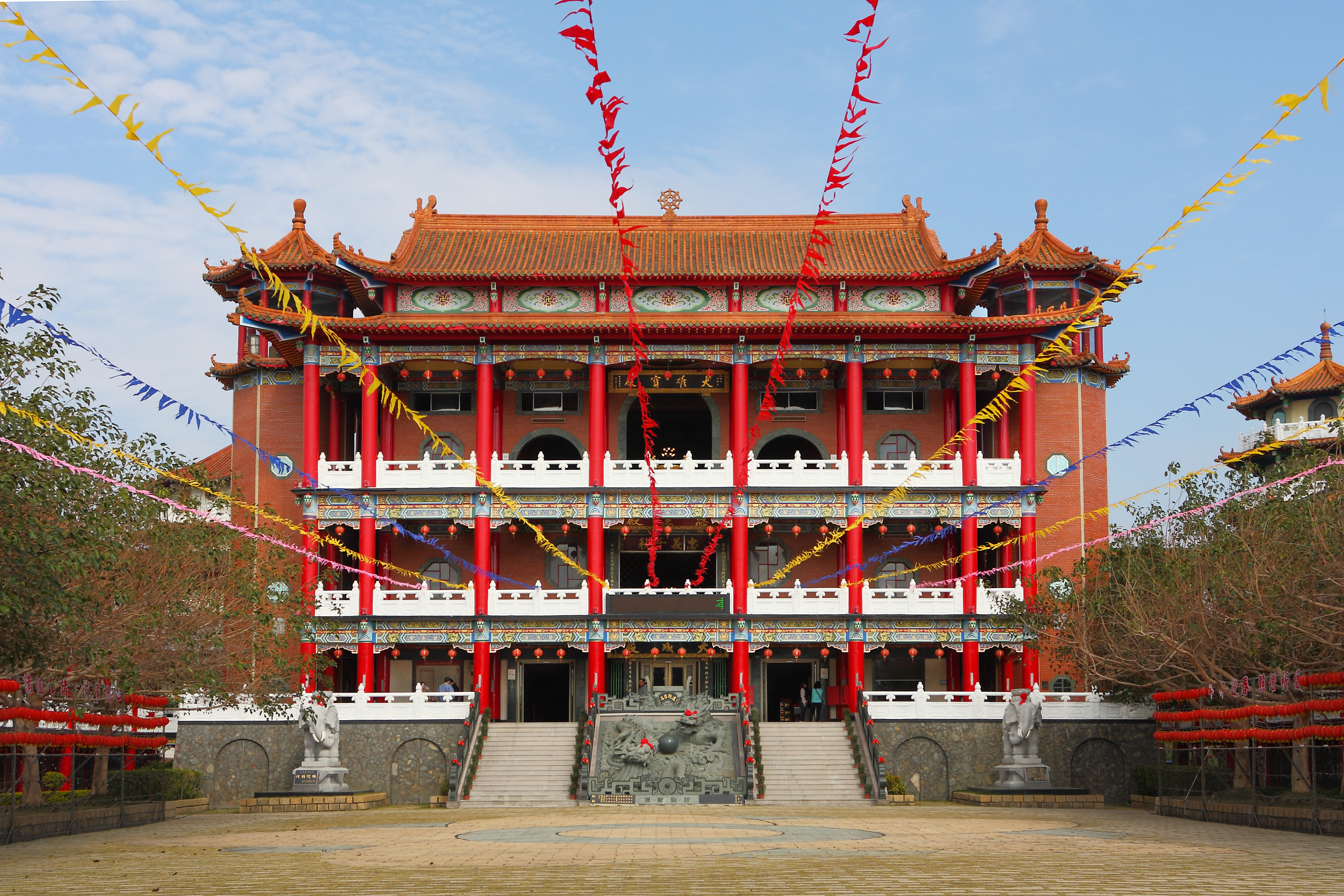
八卦山大佛寺。

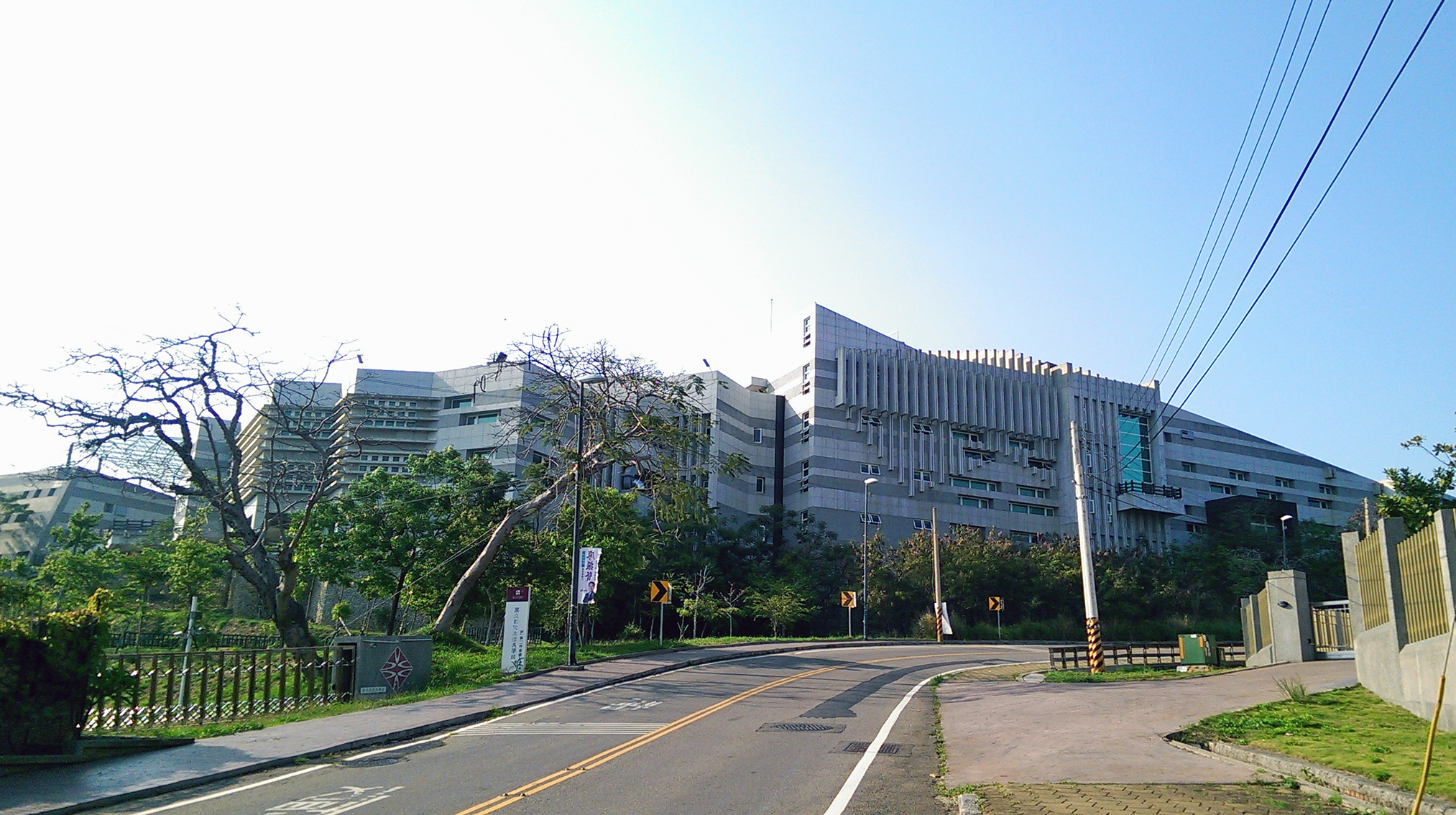
國立彰化生活美學館側面。

彰化藝術高中第二校區。

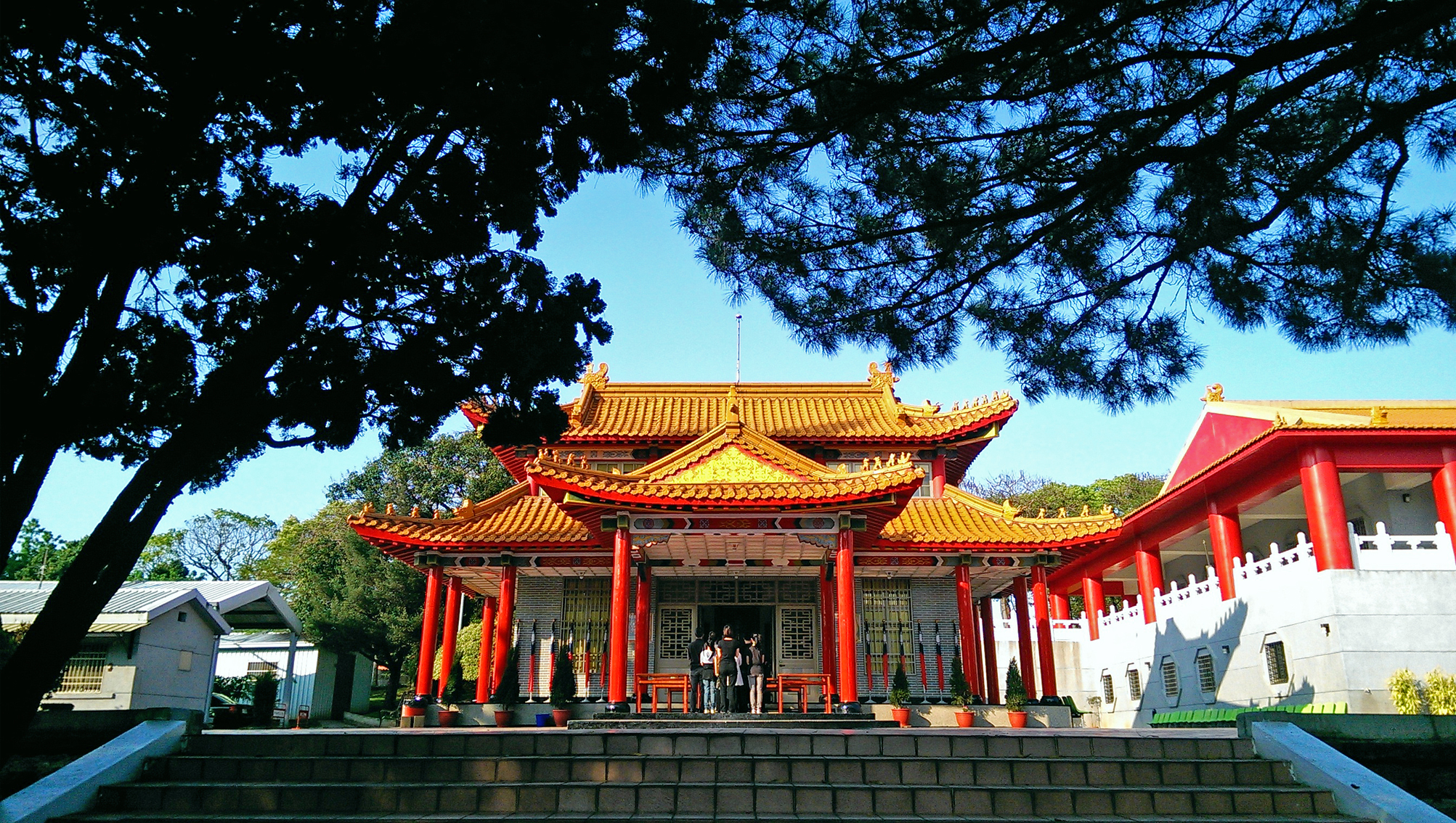
國軍彰化忠靈塔。

### 八卦山大佛
八卦山大佛位於八卦山半山腰約莫海拔74公尺處，為一尊盤坐於4公尺高蓮花座上的釋迦牟尼佛，總體高約23公尺，底座約694平方公尺。
現在的八卦山大佛，原址為毀於陳周全事件戰火中的「鎮番亭」。在嘉慶年間，官府在此地又蓋了「定軍寨」做為守城要地，歷經戴潮春事件後曾整修過一次。在乙未戰爭中，日本北白川宮能久親王死於炮擊，之後日本人在1914年拆除定軍寨，僅留下一面牆，並於此地建「北白川宮能久親王殿下紀念碑」。而中華民國接管臺灣後，國民政府又拆除了能久親王紀念碑。之後在善化堂堂主世溪松等人的推動、獲縣府核准之下，在1956年由林慶堯設計並監督興建大佛。一開始成立了「八卦山大佛建造促進委員會」，申請公有土地之使用權，並向民間各方信徒募款，在1956年3月4日於能久親王紀念碑之原址動土開工。然而好景不常，1959年8月，因彰化地區遭受到八七水災的肆虐而暫時停工。直到1960年5月才又成立了「財團法人彰化八卦山風景協建會」，繼續興建。
在歷經了10年的工程後，1966年5月，大佛竣工。另外在1963年建造九龍池和二隻石獅、一對蓮花燈。1966年至1969年進行大佛兩側休息所的修建。1972年1月興建大佛殿，樓高四樓，上達25公尺（8丈2尺），採宮殿式建築，於1976年2月12日安座開光落成。八卦塔、八卦亭、大佛前牌樓等周邊附屬建築於1977年全面完工。

### 現大佛進行修復工程
現因大佛的損壞情況嚴重，年久失修，斑駁龜裂嚴重，已到風中殘燭的景象，希冀藉由本次修復工程將佛身表層塗漆毀損及建物漏水問題進行修復，而大佛色澤將以黑紅色調具金屬平光為原則，亮度深淺以現況調色為主，蓮花座顏色也依文化資產審議會通過之修復再利用計畫內容由所有人決定維持金色，藉以延續建物生命並保存文化資產價值，眾人期待重新動工後，可以如期為大佛換新衣，脫掉破爛的外衣，已於2022年3月3日後續修復工程工期計三百日曆天，預計於2022年12月修復完成。

### 大佛前32尊石像
大佛前兩排石像，共32尊說明如下：
大佛左邊：【佛身】、【聲聞身】、【帝釋身】、【大自在天身】、【毘沙門身】、【長者身】、【宰官身】、【比丘身】、【優婆塞身】、【婦女身】、【童女身】、【龍身】、【乾闥婆身】、【迦樓羅身】、【摩睺羅伽身】、【非人身】。
大佛右邊：【辟支佛身】、【梵王身】、【自在天身】、【天大將軍身】、【小王身】、【居士身】、【婆羅門身】、【比丘尼身】、【優婆夷身】、【童男身】、【天身】、【夜叉身】、【阿修羅身】、【緊那羅身】、【人身】、【執金剛神身】。
兩排石像之涵義：【三十三身】【遊化方便】－【佛陀】以【觀世音菩薩】【隨緣變現三十三身】，說明觀世音菩薩的【方便遊化】。智者大師將這【三十三身】【分為八類】：
（一）【聖身】【3 身】：若有國土眾生應以【佛身】得度者，觀世音菩薩即現佛身而為說法；應以【辟支佛身】得度者，即現辟支佛身而為說法；應以【聲聞身】得度者，即現聲聞身而為說法。
（二）【天身】【6 身】：應以【梵王身】得度者，即現梵王身而為說法；應以【帝釋身】得度者，即現帝釋身而為說法；應以【自在天身】得度者，即現自在天身而為說法；應以【大自在天身】得度者，即現大自在天身而為說法；應以【天大將軍身】得度者，即現天大將軍身而為說法；應以【毘沙門身】得度者，即現毘沙門身而為說法。
（三）【人身】【5 身】：應以【小王身】得度者，即現小王身而為說法；應以【長者身】得度者，即現長者身而為說法；應以【居士身】得度者，即現居士身而為說法；應以【宰官身】得度者，即現宰官身而為說法；應以【婆羅門身】得度者，即現婆羅門身而為說法。
（四）【四眾身】【4 身】：應以【比丘】、【比丘尼】、【優婆塞】、【優婆夷】等身得度者，即現比丘、比丘尼、優婆塞、優婆夷身而為說法。
（五）【婦女身】【4 身】：應以【長者】、【居士】、【宰官】、【婆羅門婦女】等身得度者，即現婦女身而為說法。
（六）【童男女身】【2 身】：應以【童男】、【童女】等身得度者，即現童男、童女身而為說法。
（七）【八部身】【8 身】：應以【天】、【龍】、【夜叉】、【乾闥婆】、【阿修羅】、【迦樓羅】、【緊那羅】、【摩侯羅伽】，人非人等身得度者，即皆現之而為說法。
（八）【執金剛身】【1 身】：應以【執金剛神】得度者，即現執金剛神而為說法。

### 乙未保台和平紀念公園
1895年，清廷甲午戰敗，被迫簽訂馬關條約，割讓台灣。日軍自澳底、鹽寮登陸之後，便不斷遭到抗日義民組成的台灣民主國抵抗，其中八卦山一役堪稱為最激烈的正面會戰。在此役中，台灣民主國動員了台灣知府黎景嵩、北台灣的義軍首領吳湯興和徐驤、以及率領鎮守南部的黑旗軍的吳彭年、嚴雲龍等大將保衛彰化縣城，並派遣官兵400餘名搭建砲台以對抗駐守於大肚溪對岸之大肚鄉市街的日本近衛師團。經過了8月29日清晨八小時的大戰之後，台灣民主國終究寡不敵眾，日軍於上午八時宣告勝利。此役中吳湯興、將領吳彭年、嚴雲龍等將領以及4000~5000名義兵皆不幸戰死沙場，而日軍的山根少將（山根信成）卻也為大砲所擊斃。1965年，八卦山坑子內山出土了679具抗日烈士之遺骸。1983年抗日烈士紀念碑公園竣工，園內建有祭祀殿，乃當年發現之烈士遺骸移葬於此，以弔念其英勇不屈的精神。而祭祀殿左右則是在乙未戰爭中炸死日軍將領的兩門古砲。

### 生態旅遊服務中心與賞鷹平台
生態旅遊服務中心和賞鷹平台是為了使民眾能更解八卦山生態所設。八卦山生態旅遊服務中心提供了全國唯一以灰面鷲為主體的生態展示館，並介紹了八卦山山脈的特色和動植物種類，在每年3月，政府還會提倡「全民賞鷹活動」，可向服務中心申請導覽前往賞鷹平台，位於山丘上的賞鷹平台居高臨下，可清楚的觀察到灰面鷲起鷹、捕食、盤旋、落鷹等姿態，賞鷹活動已成為八卦山近年來年度的盛事。

### 華陽公園
華陽公園是彰化市面積最大的公園，入口位於八卦山寶山路上。園內草木扶疏，主要的樹種是相思樹，公園內也設有多條步道、兒童遊戲區、活動廣場等設施供民眾使用，亦常有團體在此舉辦各類活動。值得一提的是，華陽公園有座紅色的鋼纜吊橋——華陽吊橋，為「台灣吊橋大王」林枝木生前興建的最後一座吊橋，在1993年6月周清玉前縣長任內完工。因為行經橋面將使得吊橋搖晃，使得人們之間的距離更加靠近，民間有道如此將可使得情侶的感情更加親密，故又俗稱為「情人橋」。而越過了華楊吊橋後則是彰化縣立體育館，這也是華陽公園僅有的另一個出入口。

### 銀橋水景公園
銀橋水景公園原為八卦山冷泉湧出處，日治時代曾在此建造旅社供民眾洗溫泉，泉水混混而下，「溫泉路」上一座鐵索吊橋橫過這涓涓流水，連接了能久親王紀念碑（今八卦山大佛處）和豐樂亭（今太極亭），以往常見婦女在此浣衣，而後隨著上游地區的開發，這種景象也一度不復存在。隨著時光的剝削，吊橋也年久失修，1950年，彰化銀行出資重建了一座水泥拱橋，並將原鐵索橋之橋拱保留於邊坡上，故稱之為「銀橋」。後來彰化縣政府將此地整建為全彰化第一座以兒童為主題的水景公園，重新引入人工溪流，並建造了人工瀑布－「銀橋飛瀑」，水泥河道順著原本的河谷前進，兩岸盡堆疊著大大小小的石塊，步道沿著河岸蜿蜒而下，蔥蘢的樹林還保留著河谷原始的樣貌，直抵銀橋之下則是供兒童戲耍的水池，有時還會有水舞表演。由於規劃的成功，銀橋水景公園儼然成為了八卦山新興的一處景點，假日常有不少父母帶著兒童在此嬉戲。

## 題詠
- 八卦山行（連橫）

天狼晝明天狗惡，黑旗無光日色薄。

萬雷淜湃撼孤城，八卦山頭雲漠漠。

驀然一騎突圍來，左甄右甄相刺斫。

鼻頭出火耳生風，五百健兒齊踴躍。

是何意態偉且雄，延陵季子神磅礡。

書生抵死在疆場，志士不忘在溝壑。

城存與存亡與亡，萬民空巷吞聲哭。

裹屍馬革復何慚，弩目牛皮今非昨。

提刀大笑向天行，中宵幾見旄頭落。

我來山上吊英靈，獨汲寒泉薦秋菊。

國魂飄蕩國殤哀，哀哉今人氣蕭索！

## 外部連結
- 八卦山地標變動 - 大佛亮起來 （页面存档备份，存于）
- 八卦山大佛風景區（页面存档备份，存于）
- 彰化縣政府旅遊資訊網（页面存档备份，存于）
- 380度擬實景旅遊網